# スコット・レディング
スコット・レディング ( Scott Redding, 1993年1月4日 - ) は、イギリスのオートバイレーサー。イングランド・グロスター Quedgeley 出身。現在スーパーバイク世界選手権に参戦中。ロードレース世界選手権125ccクラスにおいて史上最年少優勝を果たした。

## 経歴

### キャリア初期
2001年、レディングは8歳のときにポケバイレースを始め、2004年にはイギリス国内の50ccミニバイク選手権でチャンピオンとなった。翌2005年にはスペインでおこなわれた80ccミニバイク選手権 "カリプソ・カップ" に参戦し、6戦全勝でシリーズを制した
。

### CEV時代
2005年12月、MotoGPを運営するドルナ・スポーツがアルベルト・プーチと共に始めた若手ライダー育成プログラム「MotoGPアカデミー」の選抜テストを受け、中上貴晶、ジョナス・フォルガーらと共に合格を果たした。
2006年シーズン、レディングはレッドブル・MotoGPアカデミーの一員としてロードレーススペイン選手権(CEV)125ccクラスに参戦を開始した。アカデミー同期生の最上位はフォルガーのシリーズ3位で、レディングは最終戦ヘレスで唯一の表彰台(3位)を獲得したに留まり、シリーズ9位に終わった。
翌2007年はブルセンス・アプリリアチームに移籍し、CEVに継続参戦した。シリーズ終盤3戦を連勝する躍進を見せ、シリーズランキングではチャンピオンのステファン・ブラドルに8ポイント差の2位に入った
。

### ロードレース世界選手権

#### 125ccクラス

##### 2008年
2008年、15歳を迎えたレディングは、前年と同じブルセンス・アプリリアチームからロードレース世界選手権125ccクラスに参戦を開始した。開幕戦カタールGPで、レディングはセンセーショナルなデビューを果たした。予選では史上最年少でフロントロー(4番グリッド)を獲得し、決勝でもファステストラップを記録し5位に入賞する活躍を見せたのである。
そして自身初のホームグランプリ、ドニントン・パークでおこなわれた第8戦イギリスGP、4番グリッドからスタートしたレディングは2周目には2番手に上がり、トップのアンドレア・イアンノーネとの差をじわじわと詰めてプレッシャーをかけ続けた。そして残り6周となった時点でイアンノーネはクラナー・カーブで突っ込みすぎて転倒リタイヤ、これでレディングが独走状態となり、デビュー8戦目で15歳と170日でグランプリ初優勝を遂げた。これは1998年にマルコ・メランドリが15歳と324日で優勝した記録を10年ぶりに更新する史上最年少記録となった。また125ccクラスでイギリス人ライダーが優勝するのは1973年のスペインGPでチャス・モーティマーが勝って以来、全クラス通してのイギリス人優勝は2001年のダッチTTでのジェレミー・マクウィリアムス以来のことだった。なお125ccクラスの最低制限年齢は2010年より16歳に引き上げられており、再びルール改変がない限りはレディングの最年少記録が破られることはない。
その後レディングは雨で赤旗中断となった第14戦インディアナポリスGPで4位に入るなどポイント獲得を重ねてシリーズランキング11位を記録、ルーキー・オブ・ザ・イヤーに輝いた。

##### 2009年
ブルセンスチームに残留した翌2009年、レディングには最新型ファクトリーマシンのRSA125が与えられ、さらなる躍進が期待された。ところがこのシーズンはメカニカルトラブルやハンドリングの問題に悩まされることとなり、前年優勝した第10戦イギリスGPで3位表彰台を獲得した以外は目立った活躍はできず、8度ものリタイヤを喫した結果シリーズランキングは15位に沈んだ。

#### Moto2クラス

##### 2010年

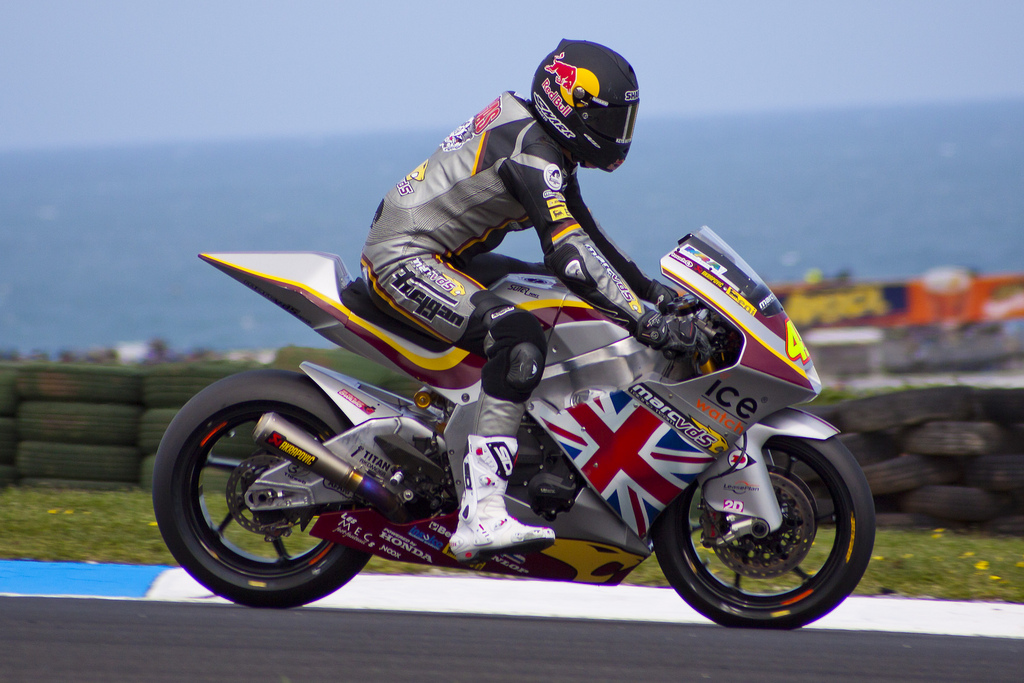
2010年 オーストラリアGP

2010年、レディングは125ccクラスに継続参戦するには大きく成長しすぎたこともあって、新規参戦のマークVDSレーシングチームと契約を結び、この年より新しく始まった中量級のMoto2クラスにステップアップした。シーズン序盤は苦戦が続いたものの、シルバーストンで開催された第5戦イギリスGPでは4位に入賞、第11戦インディアナポリスGPで初表彰台となる3位に入った。これは旧250ccクラス時代も含めた、中排気量クラスにおける史上最年少での表彰台獲得となった。第16戦オーストラリアGPではアレックス・デ・アンジェリスとトップ争いを展開、この年のベストリザルトとなる2位を記録した。シリーズランキングは8位でクラス初年度を終えた。

##### 2011年
前年に引き続きマークVDSレーシングチームより参戦し、年間63ポイントを獲得。シリーズランキングを15位で終える。

#### MotoGPクラス

##### 2014年
GO&FUNグレシーニ・ホンダ・レーシングチームよりHonda RCV1000Rにて参戦。シリーズランキング12位を記録。

##### 2015年
マークVDSレーシングチームよりファクトリー仕様のHonda RC213Vにて参戦。シリーズランキング13位を記録。

##### 2016年
プラマック・レーシングよりDUCATI GP15にて参戦。

## 戦績

### ロードレース世界選手権
- 凡例
- ボールド体のレースはポールポジション、イタリック体のレースはファステストラップを記録。

| シーズン | クラス | バイク     | 1      | 2       | 3      | 4       | 5       | 6      | 7       | 8       | 9       | 10     | 11      | 12      | 13     | 14      | 15      | 16      | 17    | 順位 | ポイント |
| -------- | ------ | ---------- | ------ | ------- | ------ | ------- | ------- | ------ | ------- | ------- | ------- | ------ | ------- | ------- | ------ | ------- | ------- | ------- | ----- | ---- | -------- |
| 2008年   | 125cc  | アプリリア | QAT 5  | SPA 7   | POR 21 | CHN Ret | FRA Ret | ITA 14 | CAT 6   | GBR 1   | NED Ret | GER 8  | CZE 11  | SMR Ret | IND 4  | JPN 8   | AUS 10  | MAL Ret | VAL 8 | 11位 | 105      |
| 2009年   | 125cc  | アプリリア | QAT 13 | JPN Ret | SPA 4  | FRA Ret | ITA 7   | CAT 11 | NED Ret | GER Ret | GBR 3   | CZE 15 | IND Ret | SMR Ret | POR 16 | AUS 11  | MAL Ret | VAL Ret |       | 15位 | 50.5     |
| 2010年   | Moto2  | スッター   | QAT 23 | SPA 16  | FRA 11 | ITA 21  | GBR 4   | NED 11 | CAT Ret | GER Ret | CZE 22  | IND 3  | SMR Ret | ARA 8   | JPN 5  | MAL Ret | AUS 2   | POR 4   | VAL 5 | 8位  | 102      |

### スーパーバイク世界選手権
| シーズン | バイク     | 1     | 1      | 1      | 2       | 2     | 2      | 3      | 3     | 3     | 4       | 4      | 4       | 5       | 5      | 5      | 6     | 6     | 6     | 7      | 7     | 7     | 8       | 8      | 8     | 9     | 9      | 9       | 10     | 10     | 10     | 11     | 11     | 11     | 12      | 12      | 12    | 順位 | ポイント |
| シーズン | バイク     | R1    | SR     | R2     | R1      | SR    | R2     | R1     | SR    | R2    | R1      | SR     | R2      | R1      | SR     | R2     | R1    | SR    | R2    | R1     | SR    | R2    |         |        |       |       |        |         |        |        |        |        |        |        |         |         |       | 順位 | ポイント |
| -------- | ---------- | ----- | ------ | ------ | ------- | ----- | ------ | ------ | ----- | ----- | ------- | ------ | ------- | ------- | ------ | ------ | ----- | ----- | ----- | ------ | ----- | ----- | ------- | ------ | ----- | ----- | ------ | ------- | ------ | ------ | ------ | ------ | ------ | ------ | ------- | ------- | ----- | ---- | -------- |
| 2020年   | ドゥカティ | AUS 3 | AUS 3  | AUS 3  | SPA 1   | SPA 2 | SPA 1  | POR 7  | POR 5 | POR 2 | SPA 1   | SPA 2  | SPA 4   | SPA Ret | SPA 1  | SPA 3  | SPA 2 | SPA 8 | SPA 6 | FRA 5  | FRA 4 | FRA 1 | POR Ret | POR 6  | POR 2 |       |        |         |        |        |        |        |        |        |         |         |       | 2位  | 305      |
| 2023年   | BMW        | AUS 9 | AUS 14 | AUS 13 | INA Ret | INA 9 | INA 10 | NED 10 | NED 8 | NED 7 | SPA Ret | SPA 12 | SPA Ret | EMI 11  | EMI 11 | EMI 14 | GBR 8 | GBR 9 | GBR 4 | ITA 10 | ITA 9 | ITA 8 | CZE 4   | CZE 11 | CZE 8 | FRA 7 | FRA 20 | FRA Ret | SPA 11 | SPA 11 | SPA 14 | POR 15 | POR 13 | POR 14 | SPA Ret | SPA Ret | SPA 8 | 14位 | 126      |